# Xot de Santa Catarina
El xot de Santa Catarina  (Megascops sanctaecatarinae) és una espècie d'ocell de la família dels estrígids (Strigidae). Habita els boscos dels turons del sud deBrasil i zones limítrofes del nord-est de l'Argentina. El seu estat de conservació es considera de risc mínim.